# مسرشمیت ب‌اف ۱۰۸
مسرشمیت ب‌اف ۱۰۸ (به انگلیسی: Messerschmitt Bf 108) یک هواگرد ساختِ کارخانهٔ مسرشمیت در کشور آلمان است. نخستین استفاده‌کنندهٔ این هواپیما نیروی هوایی آلمان نازی بوده‌است. این هواگرد برای نخستین بار در ۱۹۳۴ میلادی مورد استفاده قرار گرفت.